# 泽州县
泽州县，原为山西省晋城市郊区，地处山西省东南端，南与河南济源、沁阳、博爱、修武交界，东至丹河与陵川县相接，西至沁河阳城、沁水县相连，北至界碑岭高平市毗邻，为通向中原的要冲，晋豫两省交界。县域总面积2023平方公里。主要河流有沁河和丹河，均流入河南豫北平原。历史悠久，山川秀美，境内秀丽雄浑的自然景观和历史人文景观交相辉映。资源丰富，素有“煤铁之乡”的美誉。

## 历史
泽州县1985年为晋城市郊区，1996年8月8日经国务院批准撤郊区设泽州县。全县总面积2023平方公里，人口41.5万人，下辖14镇3乡627个行政村。先后荣获“全国精神文明建设先进县”、“全国文化工作先进县”、“全国科技工作先进县”、“全国创建文明城镇工作先进县”、“全国质量兴市先进县”、“全国绿化先进县”“全国电气化建设先进县”、“全国村镇建设先进县”。

## 人口
根据(山西省)晋城市第七次全国人口普查公报显示：泽州县常住人口为414999人。

## 行政区划
泽州县下辖14个镇、3个乡：
南村镇、下村镇、大东沟镇、周村镇、犁川镇、晋庙铺镇、金村镇、高都镇、巴公镇、大阳镇、山河镇、大箕镇、柳树口镇、北义城镇、川底镇和南岭镇。
总面积为2023平方公里，2020年第七次人口普查人口为414999人，同比2010年人口减少14.29%。

## 交通
- 晋张公路
- 碗周公路
- 207国道
- 太焦铁路
- 二广高速公路、 晋新高速公路、晋济高速公路、晋侯高速公路

## 名胜古迹
- 全国重点文物保护单位20处：青莲寺、府城玉皇庙、晋城二仙庙、泽州岱庙、北义城玉皇庙、周村东岳庙、大阳汤帝庙、碧落寺、河底成汤庙、高都景德寺、尹西东岳庙、西顿济渎庙、坛岭头岱庙、川底佛堂、史村东岳庙、水东崔府君庙、薛庄玉皇庙、坪上汤帝庙、府城关帝庙、泽州崇寿寺、
- 山西省文物保护单位18处：高都遗址、景德桥、高都东岳庙、景忠桥、天井关、高都二仙庙、三教堂、泽州汤帝庙、三教堂、大南社土地神祠、西四义普觉寺、高都玉皇庙、郭庄三清殿、马坪头天仙庙、下麓汤帝庙、成庄汤帝庙、北村佛堂、紫金山大云院石窟、
- 中国历史文化名镇3座：
  - 大阳镇、
  - 周村镇、
  - 高都镇、
- 中国历史文化名村11座：
  - 北义城镇西黄石村（5）
  - 晋庙铺镇拦车村（6）
  - 南村镇冶底村（6）
  - 大东沟镇东沟村（7）
  - 大东沟镇贾泉村（7）
  - 周村镇石淙头村（7）
  - 晋庙铺镇天井关村（7）
  - 巴公镇渠头村（7）
  - 山河镇洞八岭村（7）
  - 李寨乡陟椒村（7）
  - 南岭乡段河村（7）
- 山西省历史文化名村6座
  - 金村镇水北村（3）
  - 大东沟镇辛壁村（6）
  - 大东沟镇峪南村（6）
  - 南岭镇葛万村（6）
  - 高都镇岭上村（6）
  - 巴公镇南连氏村（6）

## 名人
- 郭台铭：台湾著名企业家，鸿海集团、富士康国际总裁，祖籍山西省晋城县（现晋城市泽州县）南岭乡葛万村。